# حکیم زیاش
حکیم زیاش (زادهٔ ۱۹ مارس ۱۹۹۳) بازیکن فوتبال اهل مراکش است که در پست هافبک هجومی و وینگر برای تیم الدحیل و تیم ملی فوتبال مراکش بازی می‌کند.

## باشگاهی
از باشگاه‌هایی که در آن بازی کرده است می‌توان به هیرنفین، توئنته، و آژاکس اشاره کرد.

### هیرنفین
زیاش فوتبال حرفه‌ای را از سال ۲۰۱۲ با پیوستن به هیرنفین آغاز کرد. فصل اول او موفقیت‌آمیز نبود و فقط در ۸ بازی در تمام رقابت‌ها ظاهر شد و گلی به ثمر نرساند. اما او در دومین فصل حضورش فرم خود را پیدا کرد و توانست در ۳۶ بازی ۱۱ گل و ۱۵ پاس گل به نام خود ثبت کند.

### توئنته
زیاش در سال ۲۰۱۴ به توئنته پیوست و نمایش بسیار خوبی داشت. در فصل اول حضورش در ۳۸ بازی ۱۵ گل به ثمر رساند و ۱۵ پاس گل داد و در فصل دوم با زدن ۱۷ گل و ثبت ۱۰ پاس گل در ۳۴ بازی آمار خود را بهبود بخشید.

### آژاکس
او در فصل ۲۰۱۸/۲۰۱۹ بهترین عملکرد دوران فوتبالی خود را با باشگاه آژاکس به نمایش گذاشت. آنها در مسیر رسیدن به نیمه‌نهایی مسابقات لیگ قهرمانان اروپا رئال مادرید و یوونتوس را از پیش رو برداشتند و زیاش در این فصل آمار فوق‌العاده ۲۱ گل زده و ۱۹ پاس گل را به نام خود ثبت کرد.

### چلسی
در ۱۳ فوریه ۲۰۲۰ اعلام شد که باشگاه چلسی با آژاکس بر روی انتقال ۴۰ میلیون یورویی(۴۴ میلیون یورو با احتساب بندهای قرارداد) وی توافق کردند و زیاش از ۲۰۲۰–۲۰۲۱ برای چلسی به میدان می‌رود. مدت این قرارداد پنج ساله است.

### گالاتاسرای
زیاش در سال۲۰۲۳ با قراردادی یک ساله به صورت قرضی به گالاتاسرای پیوست.

### الدحیل
زیاش در ژانویه ۲۰۲۵ با امضای قراردادی به تیم الدحیل قطر پیوست.

### تیم ملی
وی همچنین در تیم ملی مراکش ۵۴ بازی ملی و ۲۰ گل ملی در کارنامه دارد.

## آمار ملی

### بازی‌های ملی
تا تاریخ ۲۴ ژانویه ۲۰۲۴
| مراکش | مراکش | مراکش | مراکش  |
| سال   | بازی  | گل    | پاس گل |
| ----- | ----- | ----- | ------ |
| ۲۰۱۵  | ۴     | ۰     | ۰      |
| ۲۰۱۶  | ۵     | ۵     | ۰      |
| ۲۰۱۷  | ۴     | ۲     | ۲      |
| ۲۰۱۸  | ۱۰    | ۵     | ۲      |
| ۲۰۱۹  | ۱۰    | ۲     | ۲      |
| ۲۰۲۰  | ۳     | ۳     | ۳      |
| ۲۰۲۱  | ۴     | ۰     | ۱      |
| ۲۰۲۲  | ۱۰    | ۲     | ۱      |
| ۲۰۲۳  | ۵     | ۲     | ۰      |
| ۲۰۲۴  | ۴     | ۱     | ۱      |
| مجموع | ۵۹    | ۲۲    | ۱۲     |

### گل‌های ملی
| شماره | تاریخ          | میزبان     | بازی ملی | حریف                 | نتیجه | رقابت                          |
| ----- | -------------- | ---------- | -------- | -------------------- | ----- | ------------------------------ |
| ۱     | ۲۷ مه ۲۰۱۶     | طنجه       | ۶        | کنگو                 | ۲–۰   | دوستانه                        |
| ۲     | ۲۷ مه ۲۰۱۶     | طنجه       | ۶        | کنگو                 | ۲–۰   | دوستانه                        |
| ۳     | ۴ سپتامبر ۲۰۱۶ | رباط       | ۸        | سائوتومه و پرنسیپ    | ۲–۰   | مقدماتی جام ملت‌های آفریقا ۲۰۱۷ |
| ۴     | ۱۱ اکتبر ۲۰۱۶  | مراکش      | ۹        | کانادا               | ۴–۰   | دوستانه                        |
| ۵     | ۱۱ اکتبر ۲۰۱۶  | مراکش      | ۹        | کانادا               | ۴–۰   | دوستانه                        |
| ۶     | ۱ سپتامبر ۲۰۱۷ | رباط       | ۱۰       | مالی                 | ۶–۰   | مقدماتی جام جهانی ۲۰۱۸         |
| ۷     | ۱ سپتامبر ۲۰۱۷ | رباط       | ۱۰       | مالی                 | ۶–۰   | مقدماتی جام جهانی ۲۰۱۸         |
| ۸     | ۲۳ مارس ۲۰۱۸   | تورین      | ۱۴       | صربستان              | ۲–۱   | دوستانه                        |
| ۹     | ۹ ژوئن ۲۰۱۸    | تالین      | ۱۸       | استونی               | ۳–۱   | دوستانه                        |
| ۱۰    | ۹ سپتامبر ۲۰۱۸ | کازابلانکا | ۲۲       | مالاوی               | ۳–۰   | مقدماتی جام ملت‌های آفریقا ۲۰۱۹ |
| ۱۱    | ۱۶ نوامبر ۲۰۱۸ | کازابلانکا | ۲۳       | کامرون               | ۲–۰   | مقدماتی جام ملت‌های آفریقا ۲۰۱۹ |
| ۱۲    | ۱۶ نوامبر ۲۰۱۸ | کازابلانکا | ۲۳       | کامرون               | ۲–۰   | مقدماتی جام ملت‌های آفریقا ۲۰۱۹ |
| ۱۳    | ۱۶ ژوئن ۲۰۱۹   | مراکش      | ۲۵       | زامبیا               | ۲–۳   | دوستانه                        |
| ۱۴    | ۱۶ ژوئن ۲۰۱۹   | مراکش      | ۲۵       | زامبیا               | ۲–۳   | دوستانه                        |
| ۱۵    | ۱۳ نوامبر ۲۰۲۰ | کازابلانکا | ۳۵       | جمهوری آفریقای مرکزی | ۴–۱   | مقدماتی جام ملت‌های آفریقا ۲۰۲۱ |
| ۱۶    | ۱۳ نوامبر ۲۰۲۰ | کازابلانکا | ۳۵       | جمهوری آفریقای مرکزی | ۴–۱   | مقدماتی جام ملت‌های آفریقا ۲۰۲۱ |
| ۱۷    | ۱۷ نوامبر ۲۰۲۰ | دوالا      | ۳۶       | جمهوری آفریقای مرکزی | ۲–۰   | مقدماتی جام ملت‌های آفریقا ۲۰۲۱ |
| ۱۸    | ۱۷ نوامبر ۲۰۲۲ | شارجه      | ۴۳       | گرجستان              | ۳–۰   | دوستانه                        |
| ۱۹    | ۱ دسامبر ۲۰۲۲  | دوحه       | ۴۶       | کانادا               | ۲–۱   | جام جهانی ۲۰۲۲ قطر             |
| ۲۰    | ۱۸ ژوئن ۲۰۲۳   | ژوهانسبورگ | ۵۴       | آفریقای جنوبی        | ۱–۲   | مقدماتی جام ملت‌های آفریقا ۲۰۲۳ |
| ۲۱    | ۲۱ نوامبر ۲۰۲۳ | دارالسلام  | ۵۵       | تانزانیا             | ۲–۰   | مقدماتی جام جهانی ۲۰۲۶         |
| ۲۲    | ۲۴ ژانویه ۲۰۲۴ | سن-پدرو    | ۵۹       | زامبیا               | ۱–۰   | جام ملت‌های آفریقا ۲۰۲۳         |